# Dufourea holocyanea
Dufourea holocyanea is een vliesvleugelig insect uit de familie van de Halictidae. De wetenschappelijke naam van de soort werd voor het eerst geldig gepubliceerd in 1925 door Theodore Dru Alison Cockerell.